# Subwoolfer
Subwoolfer er en norsk musikalsk duo bestående af Ben Adams (Keith) og Gaute Ormåsen (Jim), De har repræsenteret Norge i Eurovision Song Contest 2022 i Torino, med sangen "Give That Wolf a Banana" og kom på en 10 plads i finalen.